# Карандашова, Анастасия Александровна
Анастасия Александровна Карандашова (род. 22 апреля 1994) — российская футболистка, защитник.

## Биография
Воспитанница ДЮСШ № 13 г. Ярославль.
В начале взрослой карьеры выступала за клуб «Дончанка» (Азов). В высшей лиге России дебютировала 9 сентября 2013 года в матче против клуба «Рязань-ВДВ», заменив на 66-й минуте Елену Тельную. Первый гол в высшей лиге забила 18 ноября 2013 года в ворота «Измайлово». Затем несколько лет выступала в первой лиге, становилась победительницей и призёром турнира. В 2015 году признавалась лучшей защитницей первого дивизиона. В 2017 году вместе со своим клубом снова выступала в высшей лиге.
С 2018 года играла за московский «Локомотив». Серебряный призёр чемпионата России 2019 года. В 2020 году «Локомотив» снова стал серебряным призёром, спортсменка в этом сезоне сыграла только один неполный матч. Сезон 2021 года провела в ЦСКА, сыграв 8 матчей, и стала серебряным призёром чемпионата. В начале 2022 года перешла в казанский «Рубин», после половину сезона 2023 года провела в красноярском «Енисее», а летом перешла в «Ростов».
В 2010 году сыграла 2 матча за юниорскую сборную России.